# Ulf Andersson
Ulf Andersson (Västerås, Suecia, 27 de junio de 1951) es un destacado jugador de ajedrez sueco. La FIDE le concedió el título de Maestro Internacional en 1970 y el de Grand Maestro en 1972.
En su punto cumbre, Andersson alcanzó el número cuatro en la lista de ELO de la FIDE. Entre los torneos que ha ganado están Belgrado (1977), Buenos Aires (1978), Hastings (1978-79), Phillips & Drew 1980, Phillips & Drew 1982, Turín 1982, Wijk aan Zee (1983), Reggio Emilia (1985), Roma (1985) y Roma (1986). Empató un match a seis partidas contra el ex-campeón del mundo de ajedrez Mikhail Tal en 1983 y jugó de primer tablero en el segundo encuentro Rusia contra el resto del mundo en 1984. Lideró el equipo sueco en las Olimpíadas de ajedrez durante los años 1970 y 1980.
Andersson es un jugador posicional muy sólido. Entabla un alto porcentaje de sus partidas contra grandes maestros. Es recordado como un gran jugador de finales, especialmente finales de torre y es famoso por ganar finales aparentemente "inganables", frecuentemente en partidas muy largas. El escritor de ajedrez Dennis Monokroussos una vez remarcó el estilo de Andersson, "Para muchos de nosotros, si estuviéramos jugando ocurrirían cambios de piezas y unas tablas rápidas sería el resultado más probable ... para Andersson ... los cambios no son frecuentemente el preludio de unas tablas rápidas sino la señal de que es el momento para su contrincante de empezar a sufrir."  Es conocido como uno de los jugadores más resistentes del mundo, pero irónicamente su partida más conocida es una derrota: una derrota aplastante en 30 movimientos infligida por el joven de 18 años Garry Kasparov en Tilburg en 1981. Después de la partida según se informa dijo, "¡No volveré a jugar nunca más contra Kasparov!".
En los últimos años, empezó a jugar ajedrez postal, convirtiéndose también en gran maestro rápidamente en esta forma de ajedrez. En 2002, alcanzó la cima de la lista de la clasificación de ajedrez por correspondencia. Sus partidas por correspondencia tienden a ser muy tácticas, lo que contrasta enormemente con su estilo de juego en el tablero. Muy pocos jugadores en la historia han tenido tantos éxitos como Andersson en ambas formas de ajedrez.
En la siguiente partida, utilizando la formación "erizo", que él en parte originó (caracterizada por una columna c semi-abierta y peones en a6, b6, d6 y e6, caballos en d7 y f6, alfiles en b7 y e7, una torre en c8 y el rey enrocado corto), Andersson infligió la primera derrota de Anatoly Karpov como campeón del mundo de ajedrez:
Karpov-Andersson, Milán (1975): 1.e4 c5 2.Cf3 e6 3.d4 cxd4 4.Cxd4 Cc6 5.Cb5 d6 6.c4 Cf6 7.C1c3 a6 8.Ca3 Ae7 9.Ae2 O-O 10.O-O b6 11.Ae3 Ab7 12.Tc1 Te8 13.Db3 Cd7 14.Tfd1 Tc8 15.Td2 Dc7 16.Dd1 Db8 17.f3 Aa8 18.Df1 Cce5 19.Cab1 Cf6 20.Rh1 h6 21.Tdd1 Af8 22.Cd2 Tcd8 23.Df2 Ced7 24.a3 d5 25.cxd5 exd5 26.exd5 Ad6 27.Cf1 Txe3 28.Cxe3 Axh2 29.Cf1 Af4 30.Tc2 b5 31.Ad3 Cb6 32.Ae4 Cc4 33.a4 Te8 34.axb5 axb5 35.Te2 Ae5 36.Dc5 Cd6 37.Ca2 Cdxe4 38.fxe4 Ad6 39.Dc2 Te5 40.g3 De8 41.Tde1 Ab7 42.Rg1 Ch7 43.Cc1 Cg5 44.Cd2 Ab4 45.Rf2 Axd2 46.Txd2 Cxe4+ 47.Txe4 Txe4 48.Ce2 Ac8 49.Cc3 Te1 50.Ce2 Ta1 51.Td4 Dd8 52.Dc6 Ad7 53.Dd6 De8 54.Df4 Dc8 55.b4 Ah3 56.De4 Af5 57.De3 Dc2 58.g4 Ad7 59.De4 Db3 60.Dd3 Db2 61.De4 Ta8 62.De3 Ta2 63.d6 Ta8 64.Te4 Ac6 65.Dd4 Db1 66.Te7 Dh1 67.Df4 Dg2+ 68.Re1 Ta1+ 69.Rd2 Dd5+ 70.Dd4 Ta2+ 71.Rc3 Df3+ 72.Te3 Ta3+ 73.Rd2 Ta2+ 74.Re1 Dh1+ 75.Rf2 Dg2+ 76.Re1 Dh1+ 77.Rf2 Ta1 78.Tc3 Dg2+ 79.Re3 Df3+ 0-1